# Squadra maltese di Coppa Davis
La squadra maltese di Coppa Davis rappresenta Malta nella Coppa Davis, ed è posta sotto l'egida della Malta Tennis Federation.
La squadra ha esordito nel 1986, e il suo miglior risultato è il raggiungimento del Gruppo II della zona Euro-Africana. Ha partecipato ininterrottamente fino al 2006 per poi ritirarsi per tre anni consecutivi e ritornare nel 2010.

## Organico 2011
Aggiornato al match delle fasi zonali contro la Georgia del 14 maggio 2011. Fra parentesi il ranking del giocatore nel momento della disputa degli incontri.
- Matthew Asciak (ATP #)
- Mark Gatt (ATP #)
- Denzil Agius (ATP #)
- Bradley Callus (ATP #)